# Final Fantasy (videogioco)
Final Fantasy (ファイナルファンタジー?, Fainaru Fantajī) è un J-RPG uscito nel 1987. È il primo titolo dell'omonima serie ed è stato sviluppato da Square per NES. L'azienda era a quel tempo sull'orlo del fallimento e tentò di creare un videogioco mai visto prima, con una mappa del mondo molto vasta e una nuova grafica.
Il gioco è disponibile anche nella raccolta Final Fantasy Origins per PlayStation, uscita nel 2002, in Final Fantasy I & II - Dawn of Souls su Gameboy Advance e PlayStation Portable, con una versione migliorata graficamente comprendente anche bestiario, colonna sonora e galleria di immagini, e su App Store per Apple iPhone e iPod touch, la stessa versione presente nell'App store è pubblicata sul Play Store per Android.
Nell'aprile 2023 è uscita una versione rimasterizzata e multilingue dal titolo Final Fantasy Pixel Remaster, che comprendere i primi sei episodi di Final Fantasy, acquistabili anche singolarmente, per PlayStation 4 e Nintendo Switch.

## Trama
Prima che il mondo entrasse nell'Età Oscura, quattro cristalli di potere controllavano e regolavano i quattro elementi (Terra, Acqua, Fuoco e Vento) e diffondevano, con la loro luce, pace e armonia nel mondo. Un triste giorno la luce dei cristalli si esaurì e l'ordine naturale del pianeta fu irrimediabilmente alterato. Il male e l'oscurità cominciarono a diffondersi sulla Terra, creature spaventose cominciarono ad apparire ovunque, e le città caddero in preda alla confusione andando verso la rovina. Prima di partire per il Lago Crescente, ed unirsi ai più grandi Saggi dell'umanità, Lukhan il Profeta annunciò ai cittadini di Cornelia l'arrivo di quattro grandi eroi che avrebbero lottato contro il male e ripristinato la pace e l'armonia, chiamandoli Guerrieri della Luce.
Quando il gruppo di ragazzi entra a Cornelia, viene a conoscenza dai cittadini che la Principessa Sarah è stata rapita dal malvagio Garland, e che il Re, suo padre, sta cercando disperatamente i leggendari Guerrieri della Luce per riaverla sana e salva. I quattro eroi vengono a sapere che Garland si è nascosto nell'antico Tempio del Caos, ormai abbandonato e popolato da creature selvagge. Dopo una dura lotta salvano Sarah e la conducono al Castello di Cornelia dove suo padre attende ansioso e riconoscente, come del resto ogni abitante di Cornelia, per il coraggio dimostrato dai giovani. Sarah, invece, decide di ricompensare i suoi salvatori con un liuto che le donne della famiglia reale si tramandano di generazione in generazione da 2000 anni e che Garland aveva tentato di rubare.
I guerrieri della luce si imbattono successivamente nella città di Pravoka, e mettono in fuga i pirati che stanno saccheggiando la città, impossessandosi della loro nave che usano per raggiungere le Terre Elfiche, in grandi difficoltà. Gli eroi vengono a sapere che il sovrano di quelle terre, il Principe, è caduto vittima di un sortilegio del perfido Astos, un elfo oscuro devoto alle forze maligne, che lo ha condannato a un sonno eterno. L'unico modo per spezzare il maleficio è utilizzare particolari erbe allo scopo di destarlo. L'unica che sapeva maneggiare queste sostanze era la Strega Matoya, che però ha bisogno del suo prezioso occhio di cristallo e desidera ardentemente riaverlo. I ragazzi scoprono che ad aver rubato l'occhio è proprio Astos e che la dimora dell'elfo oscuro si trova in un antico castello nel nord. Qui, anziché trovare Astos, i guerrieri della luce trovano un povero sovrano e il castello distrutto. L'unico modo che per ricostruire il castello è recuperare una corona che si trova nelle Caverne Paludose. Gli eroi non tirandosi indietro aiutano il monarca che infine si rivela essere lo stesso Astos. L'elfo viene sconfitto e i guerrieri recuperano l'occhio di cristallo e ricevono in dono le erbe che guariranno il principe.
Successivamente il gruppo si dirige verso le terre di Melmond, in piena decadenza poiché un Vampiro che vive nei pressi della caverna della Terra ha attaccato Melmond, e pian piano sta risucchiando l'energia vitale che rendeva rigoglioso il suolo e gli abitanti della cittadina con esso. I Guerrieri della Luce liquidano l'oscura creatura ma la terra non accenna a guarire dal suo terribile morbo demoniaco. Gli eroi credendo ci sia ancora una fonte del male attiva nella zona, su suggerimento degli abitanti di Melmond chiedono aiuto a un saggio di nome Sarda. L'anziano rivela che per sanare Melmond occorre riattivare la luce del “Cristallo della Terra” ed eliminare per sempre la causa del morbo. I guerrieri della Luce affrontano così Cadavere, il Demone della Terra e con la sua disfatta gli eroi possono rivitalizzare il cristallo e salvare la cittadina. Sarda, riconosce in quei giovani gli eroi della leggenda e consiglia loro di recarsi presso il Consiglio dei Saggi di Lago Crescente.
Seguendo le istruzioni di Sarda si recano li e scoprirono grazie ai 12 anziani che i Cristalli hanno perso il loro splendente potere originario a causa dell'azione negativa di quattro demoni dall'origine misteriosa dotati del potere degli elementi fondamentali (Terra, Aria, Fuoco, Acqua). Vengono inoltre a sapere che due secoli prima il Demone del Vento ed il Demone dell'Acqua si allearono distruggendo insieme la prosperosa ed avanzatissima civiltà che regnava pacifica. I vecchi eruditi svelano, infine, la residenza del Demone del Fuoco: il fiammeggiante Vulcano Gulg. Nel Deserto di Ryukhan, tappa obbligatoria per raggiungere il vulcano, i guerrieri della luce ritrovano un'antica nave volante che decidono di sistemare e riutilizzare. Grazie ad essa raggiungono rapidamente il nascondiglio di Marilith Il Demone del Fuoco che soccombe sotto i colpi degli eroi.
I saggi consigliano al gruppo di potenziare i loro poteri in previsione delle lotte sempre più gravose che dovranno affrontare. Così, i Guerrieri della Luce conoscono in un remoto arcipelago il Re dei Draghi in persona, il sommo Bahamut che li onorerà come meritano dei veri guerrieri se riusciranno a dimostrargli il loro coraggio. I giovani superano la prova e il re dei draghi li ricompensa conferendogli parte del suo potere.
Il successivo obiettivo dei protagonisti è Kraken, il Demone dell'acqua. Raggiunta la città di Onrac vengono a sapere che un tempo la città godeva della protezione delle Sirene, che avevano sempre vissuto in un Santuario. Ma 200 anni fa, tuttavia, il malvagio Demone affondò il santuario, e con esse le Sirene che da allora non hanno più protetto Onrac. Un uomo mette a disposizione il suo sottomarino per permettere ai giovani di sbarazzarsi del demone che ancora si trova tronfio nel santuario inabissato che però necessita di una pietra per funzionare e che gli eroi recuperano dopo una lunga ricerca nella città di Gaia. Raggiunte le rovine sottomarine anche questa creatura demoniaca viene distrutta e il terzo cristallo riprende potere.
Grazie al Dottor Unne a Melmond, i giovani impareranno la lingua perduta del Lufeniano. Con il bagaglio culturale così arricchito, raggiungono la lontana città del deserto: Lufenia. Purtroppo la città una volta prosperosa è ora in rovina poiché Tiamath, il Demone del Vento ha preso possesso del Castello Volante, residenza d'origine dei Lufeniani. Vengono inoltre a sapere che la nave volante che gli eroi posseggono apparteneva ai Guerrieri del Cielo inviati a combattere Tiamath, ma che non hanno mai fatto ritorno. Raggiunto il Castello Volante, i guerrieri affrontano il demone e con la sua sconfitta anche l'ultimo cristallo riprende vigore.
I Guerrieri della Luce cominciano ad avere il sospetto che i quattro Demoni fossero controllati da un'entità ancora più potente, cosa che spiegherebbe il loro comportamento.
Raggiungendo gli Anziani a Lago Crescente i guerrieri della Luce vengono a conoscenza della sconvolgente verità. La fonte malefica per eccellenza di cui avevano già qualche sospetto esisteva davvero, e si tratta di una creatura che viaggiando 2000 anni nel passato ha inviato nel tempo attuale i quattro Demoni per distruggere il mondo. Così facendo ha creato un ciclo temporale destinato a ripetersi all'infinito. Per spezzare l'incantesimo temporale i guerrieri dovranno raggiungere questa persona nel passato, sconfiggerla ed assicurare così un futuro migliore all'intero pianeta relegando dietro le porte del tempo i mostri inviati da questa misteriosa figura malefica.
I saggi spiegano ai Guerrieri della Luce che per compiere il salto temporale devono disporre i cristalli di luce, tornati al loro antico splendore, intorno alla Sfera Nera nascosta nelle cripte del Tempio dei Demoni.
Non perdendo tempo gli eroi si dirigono a quell'antico santuario. Il Tempio dei Demoni di 2000 anni fa è un luogo infestato da mostri che i guerrieri eliminano senza indugio. In uno dei piani più bassi del santuario, trovano un'antica porta che gli sbarra la strada ma che aprono utilizzando il dono della Principessa Sarah, il liuto della famiglia reale di Cornelia!
Nelle profondità del Tempio, i guerrieri della luce incontrano Garland e scopriranno che a permettergli di essere qui sono stati proprio i Quattro demoni, che gli hanno così salvato la vita dall'attacco decisivo, tempo fa. In cambio lui ha permesso loro di invadere il mondo futuro, creando così un ciclo temporale che vedrà Garland diventare immortale ed il mondo destinato alla distruzione. E proprio Chaos si chiama la forma demoniaca di Garland che non esita ad attaccare il gruppo che però lo sconfigge definitivamente riportando la pace e l'armonia nel mondo.

## Modalità di gioco
Il gameplay si basa su battaglie a turno.
All'inizio della prima partita il giocatore dovrà scegliere nome e classe di tutti i personaggi.
Il livello massimo di punti vita è 50 nelle versioni iniziali per Nes e Psx (Final Fantasy Origins) e 99 nella versione per GBA (Final Fantasy I+II, sottotitolato Dawn of Souls in Europa) e per PSP (Final Fantasy Anniversary Edition).

### Classi
- Guerriero: combatte con una spada, ma può usare anche le asce e i coltelli. Ha statistiche fisiche e HP elevati e può equipaggiare armature pesanti, ma non può utilizzare le magie acquistabili nei negozi ed è vulnerabile alle magie nemiche. Dopo l'incontro con Bahamut, la classe muta in Cavaliere, che gli permette di usare magie bianche fino al livello 3.
- Ladro: di solito usa un pugnale, ma può usare anche alcune spade. È molto veloce, ha un'alta possibilità di mettere a segno brutti colpi e permette di scappare più velocemente, ma non può utilizzare le magie. Dopo l'incontro con Bahamut, la classe muta in Ninja, permettendogli di equipaggiare più armi e usare magie nere fino al livello 4.
- Monaco: utilizza i pugni o un nunchaku (è più forte senza armi) per combattere, privilegia molto l'attacco e ha una quantità elevata di HP, ma è lento, ha difese basse per il fatto che non può equipaggiare niente, e non può utilizzare le magie. Dopo l'incontro con Bahamut, la classe muta in Maestro, una versione più potente del Monaco.
- Mago Nero: utilizza un piccolo pugnale o una verga per combattere. Può lanciare potenti incantesimi di magia nera fino al livello 7 che causano danni elementali a uno o più nemici oppure degli stati alterati, e un paio di queste possono beneficiare l'attacco di un alleato, ma ha bassi HP e pessime statistiche fisiche, rendendolo un cannone di vetro. Dopo l'incontro con Bahamut, la classe muta in Stregone Nero, che gli permette di lanciare magie ancora più letali, compresa la magia Flare.
- Maga Bianca: l'unica donna tra i protagonisti. Usa come arma una verga o un martello e può usare le magie bianche fino al livello 7, che le permettono di curare gli alleati feriti, rianimare quelli sconfitti e aumentare le loro difese, e conosce anche una magia capace di danneggiare i non-morti. Dopo l'incontro con Bahamut, la classe muta in Strega Bianca, permettendole di usare magie ancora più potenti, come Sancta, una potente magia offensiva.
- Mago Rosso: utilizza un piccolo pugnale, alcuni tipi di spade o un bastone e le magie bianche e nere (solo fino a un determinato livello) per combattere, e gestisce l'attacco e la difesa equamente. Dopo l'incontro con Bahamut, la classe muta in Stregone Rosso.

La squadra ideale dovrebbe essere composta da vari tipi di guerrieri e racchiudere in sé varie discipline per poter affrontare ogni genere di battaglia.

### Abilità
Le abilità da usare in battaglia sono:
- Attacco: permette di attaccare con armi.
- Oggetti: permette di usare gli oggetti che ci sono nell'inventario.
- Magia: permette di lanciare incantesimi Bianchi o Neri. I primi hanno lo scopo di curare la vostra squadra, i secondi infliggono danni agli avversari. Quando una persona acquista una magia acquisisce dei livelli, in tutto otto, contenenti ognuno tre blocchi nei quali collocare una magia. Raggiunto il limite disponibile sarà necessario cancellarne una vecchia per far spazio a una nuova.
- Equip: permette di cambiare l'equipaggiamento durante la battaglia e senza perdere il turno
- Fuga: permette di fuggire da una battaglia.